# Crazy World (Scorpions)
Crazy World è l'undicesimo album in studio del gruppo hard rock tedesco Scorpions, pubblicato nel 1990 dalla Mercury Records.
È stato l'ultimo album del gruppo registrato con il bassista Francis Buchholz, e per questo motivo l'ultimo registrato dalla formazione che ha portato gli Scorpions al successo mondiale. Inoltre, è stato il primo album del gruppo ad essere immesso sul mercato dopo la fine della collaborazione con Dieter Dierks, storico produttore degli Scorpions.
L'album è famoso soprattutto per il singolo Wind of Change, riconosciuto come la canzone simbolo della caduta del Muro di Berlino e della conseguente riunificazione della Germania, oltre che uno dei singoli più venduti nella storia della musica. Altri brani di successo furono Tease Me Please Me, primo singolo estratto e notevole successo negli Stati Uniti, la ballata Send Me an Angel e Hit Between the Eyes (utilizzata due anni dopo come colonna sonora del film Freejack).

## Genesi e contesto
Con Crazy World , gli Scorpions decisero di essere responsabili della produzione di un album per la prima volta dal 1974, anno in cui pubblicarono Fly to the Rainbow. Dopo anni di collaborazione con lo storico produttore Dieter Dierks, infatti, il gruppo decise di non rinnovare il contratto in scadenza dopo l'uscita di Savage Amusement.
(Rudolf Schenker)
Gli Scorpions si rivolsero al produttore di fama internazionale Bruce Fairbairn (forte di collaborazioni con Bon Jovi e Aerosmith) per produrre il nuovo album. Fairbairn, però, si trovò costretto a declinare l'invito in quanto già impegnato con gli AC/DC per The Razors Edge. Fairbairn riuscirà comunque a lavorare per gli Scorpions nel loro album successivo, Face the Heat nel 1993. La scelta finale per la produzione di Crazy World ricadde su Keith Olsen, che aveva già lavorato con gruppi come Journey e Whitesnake. Il primo consiglio che Olsen diede alla band fu quello di rivolgersi a un compositore esterno, e fece il nome di Jim Vallance, che collaborerà a comporre gran parte di Crazy World.

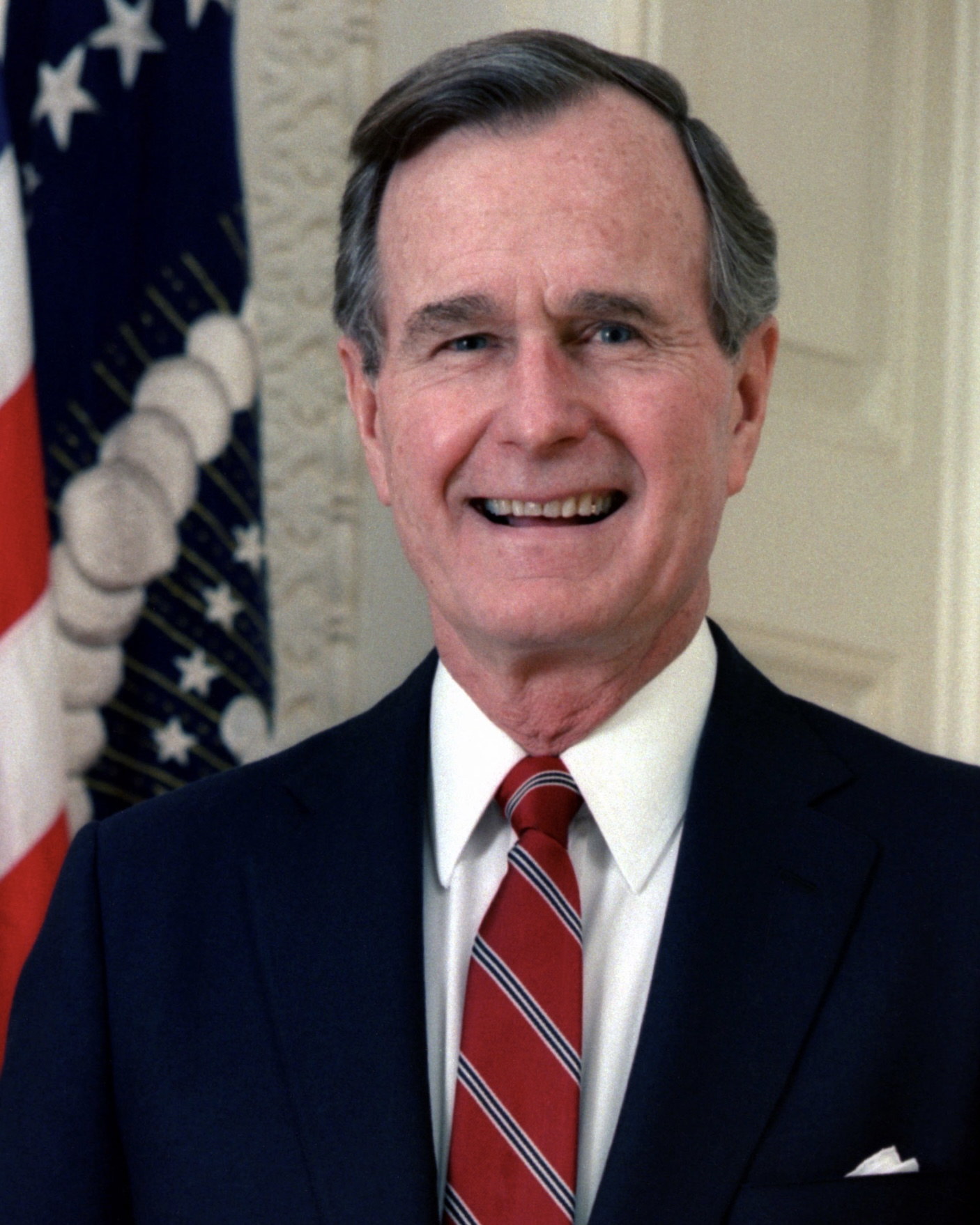
Il presidente statunitense George H. W. Bush è stato pesantemente coinvolto nella decisione di nominare l'album Crazy World.

Inizialmente, la band aveva intenzione di intitolare l'album Restless Night. Tuttavia, verso la fine della fase di produzione del nuovo lavoro, il batterista Herman Rarebell sentì il presidente degli Stati Uniti George H. W. Bush pronunciare sulla televisione americana: "You have to realize, we live in a crazy world" ("dovete rendervi conto che viviamo in un mondo folle"). Rarebell riconobbe subito il potenziale delle ultime due parole di Bush, per cui propose il titolo di Crazy World.
(Herman Rarebell)
La copertina dell'album fu disegnata dal gruppo Hipgnosis, mentre le foto del booklet presenti al suo interno furono realizzate da Ross Halfin.

## Tracce
1. Tease Me Please Me (Jabs, Vallance, Meine, Rarebell) – 4:44
2. Don't Believe Her (Schenker, Vallance, Rarebell, Meine) – 4:55
3. To Be With You in Heaven (Schenker, Meine) – 4:48
4. Wind of Change (Meine) – 5:10
5. Restless Nights (Schenker, Meine, Rarebell, Vallance) – 5:44
6. Lust or Love (Meine, Rarebell, Vallance) – 4:22
7. Kicks After Six (Buchholz, Vallance, Rarebell, Meine) – 3:49
8. Hit Between the Eyes (Schenker, Rarebell, Meine, Vallance) – 4:33
9. Money And Fame (Jabs, Rarebell) – 5:06
10. Crazy World (Schenker, Meine, Rarebell, Vallance) – 5:08
11. Send Me an Angel (Schenker, Meine) – 4:34

## Formazione
- Klaus Meine - voce
- Rudolf Schenker - chitarra ritmica, cori
- Matthias Jabs - chitarra solista, cori
- Francis Buchholz - basso
- Herman Rarebell - batteria, percussioni

altri musicisti
- Koen van Baal, Robbie Buchanan – tastiere in "Wind of Change"
- Jim Vallance – tastiera in "Send Me an Angel"
- Roy Tesse, Dries van der Schuyt, Ria Makker, Gerard v.d. Pot, Louis Spillman, Wolfgang Praetz, Inka Esser, Claudia Frohling, Cliff Roles, Peter Angmeer, Tony Ioannoua and Jim Lewis, – cori in "Tease Me Please Me"
- Marcel Gelderblom, Mirjam Erftemeijer, Henk Horden e Patrick Ulenberg, supported by Klaus Meine, Rudolf Schenker, Erwin Musper and Keith Olsen - cori in "Crazy World"

## Successo commerciale
L'album rappresenta il maggiore successo degli Scorpions a livello internazionale. Pubblicato nel novembre del 1990, ha inizialmente faticato a scalare le classifiche, ma il successo del singolo Wind of Change ha reso la band un fenomeno mondiale e portato il disco nella top 10 delle principali classifiche europee.
L'album ha ottenuto meno successo rispetto ai precedenti negli Stati Uniti, piazzandosi solamente alla posizione numero 21 della Billboard 200. Tuttavia è rimasto in classifica per diversi mesi, il che gli ha permesso di risultare comunque tra i venti dischi più venduti negli USA alla fine dell'anno e di ottenere la certificazione di doppio disco di platino dalla RIAA.
Nel 1991, Crazy World e Wind of Change sono risultati rispettivamente come l'album e il singolo più venduto dell'anno sia in Germania che in Svizzera.
L'album supera i 5 milioni di copie vendute nel mondo.

## Classifiche

### Classifiche settimanali
| Classifica (1990/91) | Posizione massima |
| -------------------- | ----------------- |
| Australia            | 49                |
| Austria              | 1                 |
| Canada               | 20                |
| Finlandia            | 4                 |
| Francia              | 2                 |
| Germania             | 1                 |
| Giappone             | 39                |
| Italia               | 12                |
| Norvegia             | 4                 |
| Paesi Bassi          | 6                 |
| Regno Unito          | 27                |
| Stati Uniti          | 21                |
| Svezia               | 6                 |
| Svizzera             | 3                 |
| Ungheria             | 5                 |

### Classifiche di fine anno
| Classifica (1991) | Posizione |
| ----------------- | --------- |
| Austria           | 6         |
| Canada            | 88        |
| Germania          | 1         |
| Italia            | 50        |
| Paesi Bassi       | 16        |
| Stati Uniti       | 17        |
| Svizzera          | 1         |
| Classifica (1992) | Posizione |
| Germania          | 50        |